# Motocikl
Motocikl je bicikl s motorom. Suvremeni motocikli su vrlo složeni, a mogu biti jačine od 50 cc (kubičnih centimetara) do preko 1000 cc. Motocikli se diljem svijeta koriste za sport u motociklističkim disciplinama i razonodu.

### Dijelovi motocikla
Kao i bicikl, motocikl ima okvir, stražnji kotač koji tjera naprijed, prednji kotač za upravljanje i komande na upravljaču. Kao i automobil, ima motor s unutrašnjim izgaranjem i ovijes. Ovijes drži trup motocikla na kotačima i sprečeva oštećenja zbog poskakivanja kotača po cesti.
- Ploča s instrumentima

Motocikli imaju ploču s instrumentima na sredini upravljača. Sklopkama za svjetla i pokazivače smjera može se rukovati na ručkama upravljača. Ploča se sastoji od:
1. Brave za pokretanje motora
2. Brzinomjera
3. Pokazivača smjera i kontrolnih žaruljica
4. Brojača okretaja

- Dvotaktni motor s jednim cilindrom (motori većih motocikla imaju više cilindara)
- Spreminik za gorivo
- Lagana šasija
- Prednji ovjes
- Stražnji kotač s tri žbice od legure, učvršćen prečkom ovjesa.
- Gume motocikla koje dobro prianjaju uz cestu čak kad se motor naginje u zavojima.

### Vožnja motocikla
Motociklist ubrzava ili smanjuje okretanjem ručice na desnoj strani upravljača, a mijenja brzinu podizanjem ili spuštanjem nožne poluge. Prednjim kočnicama upravlja ručno, a stražnjima nožno. Kako bi prošao zavoj, motociklist okreće upravljač i naginje motocikli.

### Mopedi i skuteri
Mopedi i skuteri su maleni motocikli koji se koriste za kratke vožnje u gradovima i naseljima. Imaju malene motore, pa ne mogu voziti brzo, ali su veoma ekonomični. Mopedi, koji su ograničeni na motor od 50 cc, imaju pedale koje pomažu kad treba svladati strmu uzbrdicu.

## Razvoj motocikla
Kada su biciklu dodali motor s unutrašnjim izgaranjem nastao je motorkotač. Učinio je to 1885. njemački inženjer Daimler, ugradivši u drveni okvir bicikla benzinski motor sa zračnim hlađenjem. Motorkotači su čvršće i masivnije građeni od bicikla.
- Motorkotač s tri kotača
- Motorkotač s dva kotača

### Podjela motocikla po godinama proizvodnje
- 1936.- Harley-Davidson Knucklehead 61E, bio je vodeći u američkom dizajnu; njegov motor je sličio stisnutoj šaci.
- 1942.- Harley Davidson, prilagođen za vojnu uporabu, ali se temeljio na civilnom modelu.
- 1951.- Harley Davidson Hydra Gilde, ima klasičan izgled s visokim upravljačem i najosnovnijim dijelovima.
- 1956.- Heinkel Perle, poznat po tome što mu sve žice i kabeli od upravljača prolaze kroz šasiju.
- 1956.- BMW R/60, ima spojeve koji mjenjaju kut između "Steib" prikolice i motocikla.
- 1960-te-Mod- skuteri, bili su popularni šezdesetih godina, što više zrcala i svjetla, to modernije.
- 1971.- BMW R75/5, motocikli za duža putovanja, kombinacija pouzdanosti i udobnosti.
- 1991.- Honda GL 1500/6 Gold Wing, ima motor od 1500 c.c., dodatni par cilindra i raskošne dodatke, primjerice kasetofon.
- 1992.- Husqvarna Motocross TC610, trkači motocikli, namijenjen vožnji po poljima i blatu.

## Proizvođači motocikala
- Norton Motorcycle Company

## Vanjske poveznice
- Motocikl Hrvatska tehnička enciklopedija, portal hrvatske tehničke baštine. LZMK